# Effigy of the Forgotten
Effigy of the Forgotten prvi je studijski album američkog death metal-sastava Suffocation. Diskografska kuća Roadrunner Records objavila ga je 8. listopada 1991. Autor naslovnici je Dan Seagrave. Nekoliko se pjesama pojavilo na ranijim izdanjima: "Reincremation" i "Involuntary Slaughter" dio su demoa Reincremation, dok su se "Infecting the Crypts", "Mass Obliteration" i "Jesus Wept" izvorno pojavile na EP Human Waste.
I ovaj album i Pierced from Within ponovno je izdao Roadrunner Records kao dio serije Two from the Vault.
Album je bio posvećen Rogeru Pattersonu, basistu death metal-sastava Atheist, koji je poginuo u prometnoj nesreći ranije 1991.

## Popis pjesama
| 1.    | »Liege of Inveracity«     | Josh Barohn               | Terrance Hobbs, Doug Cerrito              | 4:28 |
| 2.    | »Effigy of the Forgotten« | Josh Barohn               | Terrance Hobbs, Doug Cerrito, Josh Barohn | 3:47 |
| 3.    | »Infecting the Crypts«    | Doug Cerrito              | Terrance Hobbs, Doug Cerrito, Josh Barohn | 4:45 |
| 4.    | »Seeds of the Suffering«  | Frank Mullen              | Terrance Hobbs, Doug Cerrito              | 5:51 |
| 5.    | »Habitual Infamy«         | Doug Cerrito              | Terrance Hobbs, Doug Cerrito              | 4:15 |
| 6.    | »Reincarnation«           | Josh Barohn, Doug Cerrito | Mike Smith, Doug Cerrito                  | 2:52 |
| 7.    | »Mass Obliteration«       | Mike Smith, Josh Barohn   | Terrance Hobbs, Doug Cerrito, Josh Barohn | 4:30 |
| 8.    | »Involuntary Slaughter«   | Frank Mullen              | Terrance Hobbs                            | 3:00 |
| 9.    | »Jesus Wept«              | Josh Barohn               | Terrance Hobbs, Doug Cerrito              | 3:38 |
| 37:06 |                           |                           |                                           |      |

## Osoblje
| Suffocation - Frank Mullen – vokal - Terrance Hobbs – gitara - Doug Cerrito – gitara, logotip sastava - Josh Barohn – bas-gitara - Mike Smith – bubnjevi Dodatni glazbenici - George Corpsegrinder – prateći vokal (na pjesmama "Reincarnation" i "Mass Obliteration") | Ostalo osoblje - Dan SeaGrave – naslovnica albuma - Eddy Schreyer – mastering - Scott Burns – produkcija, inženjer zvuka, miks - Tom Greenwood – umjetnički smjer - Ira Rosenson – fotografije |